# Cile ai Giochi olimpici
Il Cile ha partecipato per la prima volta ai Giochi olimpici nel 1896.
Gli atleti cileni hanno vinto in totale 13 medaglie ai Giochi olimpici estivi di cui due d'oro, entrambe nel tennis. Non hanno mai vinto medaglie ai Giochi olimpici invernali.
Il Comitato Olimpico del Cile venne creato e riconosciuto nel 1934.

## Medaglieri

### Medaglie ai giochi estivi
| Giochi                 | Oro              | Argento          | Bronzo           | Totale           |
| ---------------------- | ---------------- | ---------------- | ---------------- | ---------------- |
| Atene 1896             | 0                | 0                | 0                | 0                |
| Parigi 1900            | non partecipante | non partecipante | non partecipante | non partecipante |
| St. Louis 1904         | non partecipante | non partecipante | non partecipante | non partecipante |
| Londra 1908            | non partecipante | non partecipante | non partecipante | non partecipante |
| Stoccolma 1912         | 0                | 0                | 0                | 0                |
| Anversa 1920           | 0                | 0                | 0                | 0                |
| Parigi 1924            | 0                | 0                | 0                | 0                |
| Amsterdam 1928         | 0                | 1                | 0                | 1                |
| Los Angeles 1932       | non partecipante | non partecipante | non partecipante | non partecipante |
| Berlino 1936           | 0                | 0                | 0                | 0                |
| Londra 1948            | 0                | 0                | 0                | 0                |
| Helsinki 1952          | 0                | 2                | 0                | 2                |
| Melbourne 1956         | 0                | 2                | 2                | 4                |
| Roma 1960              | 0                | 0                | 0                | 0                |
| Tokyo 1964             | 0                | 0                | 0                | 0                |
| Città del Messico 1968 | 0                | 0                | 0                | 0                |
| Monaco 1972            | 0                | 0                | 0                | 0                |
| Montreal 1976          | 0                | 0                | 0                | 0                |
| Mosca 1980             | non partecipante | non partecipante | non partecipante | non partecipante |
| Los Angeles 1984       | 0                | 0                | 0                | 0                |
| Seul 1988              | 0                | 1                | 0                | 1                |
| Barcellona 1992        | 0                | 0                | 0                | 0                |
| Atlanta 1996           | 0                | 0                | 0                | 0                |
| Sydney 2000            | 0                | 0                | 1                | 1                |
| Atene 2004             | 2                | 0                | 1                | 3                |
| Pechino 2008           | 0                | 1                | 0                | 1                |
| Londra 2012            | 0                | 0                | 0                | 0                |
| Rio de Janeiro 2016    | 0                | 0                | 0                | 0                |
| Tokyo 2020             | 0                | 0                | 0                | 0                |
| Parigi 2024            | 1                | 1                | 0                | 2                |
| Totale                 | 3                | 8                | 4                | 15               |

### Olimpiadi invernali
| Giochi                 | Oro              | Argento          | Bronzo           | Totale           |
| ---------------------- | ---------------- | ---------------- | ---------------- | ---------------- |
| 1948 St. Moritz        | 0                | 0                | 0                | 0                |
| 1952 Oslo              | 0                | 0                | 0                | 0                |
| 1956 Cortina d'Ampezzo | 0                | 0                | 0                | 0                |
| 1960 Squaw Valley      | 0                | 0                | 0                | 0                |
| 1964 Innsbruck         | 0                | 0                | 0                | 0                |
| 1968 Grenoble          | 0                | 0                | 0                | 0                |
| 1972 Sapporo           | non partecipante | non partecipante | non partecipante | non partecipante |
| 1976 Innsbruck         | 0                | 0                | 0                | 0                |
| 1980 Lake Placid       | non partecipante | non partecipante | non partecipante | non partecipante |
| 1984 Sarajevo          | 0                | 0                | 0                | 0                |
| 1988 Calgary           | 0                | 0                | 0                | 0                |
| 1992 Albertville       | 0                | 0                | 0                | 0                |
| 1994 Lillehammer       | 0                | 0                | 0                | 0                |
| 1998 Nagano            | 0                | 0                | 0                | 0                |
| 2002 Salt Lake City    | 0                | 0                | 0                | 0                |
| 2006 Torino            | 0                | 0                | 0                | 0                |
| 2010 Vancouver         | 0                | 0                | 0                | 0                |
| 2014 Sochi             | 0                | 0                | 0                | 0                |
| 2018 PyeongChang       | 0                | 0                | 0                | 0                |
| 2022 Pechino           | 0                | 0                | 0                | 0                |
| Totale                 | 0                | 0                | 0                | 0                |

### Medaglie per sport
| Sport            | Oro | Argento | Bronzo | Totale |
| ---------------- | --- | ------- | ------ | ------ |
| Tennis           | 2   | 1       | 1      | 4      |
| Atletica leggera | 0   | 2       | 0      | 2      |
| Equitazione      | 0   | 2       | 0      | 2      |
| Pugilato         | 0   | 1       | 2      | 3      |
| Tiro a segno     | 1   | 1       | 0      | 2      |
| Lotta            | 0   | 1       | 0      | 1      |
| Calcio           | 0   | 0       | 1      | 1      |
| Totale           | 3   | 8       | 4      | 15     |